# Synspermiata
Synspermiata – klad pająków z infrarzędu pająków wyższych.

## Charakterystyka
Do Synspermiata należą pająki pozbawione siteczka przędnego oraz mające zredukowaną liczbę członów kądziołków przędnych pary przednio-bocznej. Z wyjątkiem pojedynczej linii rozwojowej w obrębie nasosznikowatych pozbawione są płytki płciowej i przewodów zapłodnieniowych. Synapomorfię kladu stanowi występowanie synspermii. W procesie tym dwie lub więcej spermatyd pochodzących od tego samego spermatocytu zespala się ze sobą i jest zamykanych we wspólnej kapsule. Różni się to od występującej w pierwotnym planie budowy pająków klejstospermii, w której to każdy plemnik zamykany jest w osobnej kapsułce. W wielu liniach ewolucyjnych Synspermiata nastąpił jednak wtórny powrót do klejstospermii. Jako potencjalną synapomorfię omawaianego kladu podaje się także brak wydłużonych entapofiz – w tym przypadku również w kilku liniach ewolucyjnych nastąpiła rewersja cechy.

## Taksonomia
W tradycyjnej klasyfikacji używanej w końcu XX wieku zaliczane do Synspermiata pająki umieszczano w grupie bezpłytkowców (Haplogynae) w obrębie Araneoclada, przeciwstawianej płytkowcom (Entelegynae). Synspermię jako synapomorfię części bezpłytkowców sugerował Gerd Alberti. Klad Synspermiata wprowadzili w 2014 roku Peter Michalík i Martín Ramírez‬ na podstawie danych morfologicznych dotyczących układu rozrodczego samców i plemników. Obejmuje on wszystkie bezpłytkowce pozbawione siteczka przędnego. Jego monofiletyzm potwierdziły m.in. molekularne analizy filogenetyczne Fernández i innych z 2018 roku, Wheelera i innych z 2017 roku, Kallala i innych z 2020 roku oraz Ramíreza i innych z 2020 roku.
Do kladu tego zalicza się rodziny:

- Caponiidae
- Diguetidae
- Drymusidae
- Dysderidae – komórczakowate
- Ochyroceratidae
- Oonopidae
- Orsolobidae
- Pacullidae
- Periegopidae
- Pholcidae – nasosznikowate
- Plectreuridae
- Scytodidae – rozsnuwaczowate
- Segestriidae – czyhakowate
- Sicariidae
- Telemidae
- Tetrablemmidae
- Trogloraptoridae